# Застенковский сельсовет
Застенковский сельсовет — упразднённая административная единица на территории Дубровенского района Витебской области Белоруссии.

## История
27 сентября 2017 года Осинторфский и Застенковский сельсоветы объединены в одну административно-территориальную единицу – Осинторфский сельсовет с включением в состав Осинторфского сельсовета земельных участков Застенковского сельсовета.

## Состав
Застенковский сельсовет включал 20 населённых пунктов:
- Большое Тхорино — деревня.
- Гичи — деревня.
- Гончарово — деревня.
- Дорожная — деревня.
- Застенки — деревня.
- Ивановщина — деревня.
- Киреево — деревня.
- Корумны — деревня.
- Костино — деревня.
- Новая Земля — деревня.
- Новая Тухинь — деревня.
- Петрики — деревня.
- Редьки — агрогородок.
- Рыленки — деревня.
- Сарвиры — деревня.
- Сентюри — деревня.
- Судиловичи — деревня.
- Шеки — деревня.
- Шуховцы — деревня.
- Якименки — деревня.

Упразднённые населенные пункты на территории сельсовета:
- Озёры — деревня.